# CSMA
L'accés múltiple amb sentit de portadora (amb acrònim anglès CSMA) és un protocol de control d'accés mitjà (MAC) en el qual un node verifica l'absència d'un altre trànsit abans de transmetre en un mitjà de transmissió compartit, com ara un bus elèctric o una banda de l'espectre electromagnètic.
CSMA és un protocol que opera a la capa d'enllaç de dades (capa 2) del model OSI.
Sota la CSMA, un transmissor utilitza un mecanisme de detecció de portadora per determinar si hi ha una altra transmissió en curs abans d'iniciar una transmissió. És a dir, intenta detectar la presència d'un senyal portador d'un altre node abans d'intentar transmetre. Si es detecta una portadora, el node espera que finalitzi la transmissió en curs abans d'iniciar la seva pròpia transmissió. Mitjançant CSMA, diversos nodes poden, al seu torn, enviar i rebre en el mateix mitjà. Les transmissions d'un node generalment les reben tots els altres nodes connectats al mitjà.
Les variacions del CSMA bàsic inclouen l'addició de tècniques d'evitació de col·lisions (CSMA/CA), detecció de col·lisions (CSMA/CD) i tècniques de resolució de col·lisions.
Les variacions de CSMA utilitzen diferents algorismes per determinar quan iniciar la transmissió al mitjà compartit. Una característica distintiva clau d'aquests algorismes és la seva agressivitat o persistent a l'hora d'iniciar la transmissió. Un algorisme més agressiu pot començar la transmissió més ràpidament i utilitzar un percentatge més gran de l'ample de banda disponible del mitjà. Això sol ser a costa d'una major probabilitat de col·lisió amb altres transmissors (1-persistent, No persistent, P-persistent, O-persistent).